# James Molony Spaight
James Molony Spaight, CB, CBE (* 7. Oktober 1877 in Affock, County Clare, Irland; †  8. Januar 1968 in Bath) war ein britischer Jurist und führender Theoretiker des Luftkriegs.

## Leben
Der jüngere Sohn des Landwirts Robert Saight (1845–1888) besuchte das Trinity College, Dublin, das er 1905 mit dem LL.B. und LL.D. abschloss. Zuvor (1901) war er in den Staatsdienst eingetreten und diente bald darauf in Südafrika. Im November 1907 heiratete er Constanze Elisabeth († 1962), die Tochter von Colonel William Fitz Henry Spaight aus Ardnatagle.
Spaight spezialisierte sich auf internationales Kriegsrecht und schrieb 1911 „War Rights on Land“. 1918 wurde er mit dem Order of the British Empire ausgezeichnet und ans kurz zuvor gegründete Luftfahrtministerium überführt, wo er bis zu seiner Pensionierung im Jahr 1937 blieb. 1923 gehörte er zur britischen Delegation bei der Juristenkommission in Den Haag. 1930 wurde er Direktor des Luftfahrtministeriums.
Er spezialisierte sich auf das Recht im Luftkrieg und konzentrierte sich auf Luftangriffe städtischer Gebiete. Seine Ansichten zu militärischen Objekten und Zielen änderten sich im Zweiten Weltkrieg. Zuvor war er der Ansicht, dass mit Luftangriffen Kriege mit weniger Toten zu gewinnen seien. Der Krieg war aber so „total“ und abhängig von Massen-Industrialisierung,  das die Trennlinie zwischen militärischen und zivilen Objekten verwischte.

## Schriften (Auswahl)
- War Rights on Land (1911)
- Aircraft in War (1914)
- Aircraft in Peace and the Law (1919)
- Air Power and War Rights (1924/33/47)
- Aircraft and Commerce in War (1926)
- The Beginnings of Organized Air Power (1927)
- Pseudo-Security (1928)
- Air Power and the Cities (1930)
- An International Air Force (1932)
- Air Power in the Next War (1938)
- Can America Prevent Frightfulness from the Air? (1939)
- The Sky's the Limit (1940)
- The Battle of Britain (1941)
- Blockade by Air (1942)
- Volcano Island (1943)
- Bombing Vindicated (1944)
- The Atomic Problem (1948)
- Air Power can Disarm (1948)